# Rudolf Breitscheid
Pour les articles homonymes, voir Breitscheid.
Rudolf Breitscheid est un homme politique socialiste allemand, né le 2 novembre 1874 à Cologne et mort le 24 août 1944 au camp de Buchenwald. Actif dans la Résistance allemande au nazisme, il fut arrêté par la police française et livré à la Gestapo.

## Biographie
Fils d'un libraire de Cologne, Rudolf Breitscheid suit des études d'économie à l'université de Munich et soutient une thèse de doctorat à l'université de Marbourg.
Il adhère au Parti social-démocrate d'Allemagne (SPD) en 1912, puis est membre du Parti social-démocrate indépendant d'Allemagne (USPD) de 1917 à 1922, avant de retourner au SPD.
Il est élu député au Reichstag à l'époque de la république de Weimar ; il exerce d’autre part les fonctions de ministre de l'intérieur de l’État libre de Prusse de 1918 à 1919.
En mars 1933, après la prise du pouvoir par les nazis, il émigre en France, en passant par la Suisse. En août 1933, son nom figure dans la première liste des citoyens du Troisième Reich déchus de leur nationalité (de). Au cours de son exil à Paris, entre 1935 et 1936, il est l'un des cofondateurs du cercle Lutetia : il s'agit d’une tentative de formation d’un front populaire opposé à la dictature de Hitler. Il fait aussi partie des signataires d’un « Appel au peuple allemand ».
Le 10 mars 1938, l'université de Marbourg lui retire son titre de docteur.
En 1941, il est arrêté à Arles par la police du régime de Vichy, en compagnie de Rudolf Hilferding, alors qu'ils tentent de rejoindre Marseille pour sortir de France avec l'aide du réseau de Varian Fry. Ils sont livrés à la Gestapo puis internés à la prison de la Santé. Hilferding se serait suicidé dans sa cellule peu après son arrivée. Breischeid est expédié à Berlin, Prinz-Albrecht-Strasse, dans la prison de la Gestapo. Au début de 1942, lui et sa femme sont transférés au camp de concentration de Sachsenhausen. À l'automne 1943, le couple est à nouveau transféré, cette fois à Buchenwald : ils sont alors détenus dans un camp annexe baptisé Fichtenhain, en dehors des limites du camp principal. Le 24 août 1944, un bombardement américain vise Buchenwald : son épouse est grièvement blessée. Certains de ses compagnons de captivité confirment qu'il a également été atteint par une explosion et qu'on l’a ensuite retrouvé mort.
La mort du communiste Ernst Thälmann est annoncée simultanément à celle de Breitscheid : la presse nazie affirme que Thälmann fait aussi partie des victimes du bombardement, alors qu'en réalité il a été assassiné six jours plus tôt, sur ordre de Hitler semble-t-il.